# Alain Rocaboy
Alain Rocaboy (né le 17 novembre 1952 à Plessala,) est un coureur cycliste français, actif dans les années 1970 et 1980.

## Biographie
Alain Rocaboy commence le cyclisme à l'âge de dix-huit ans. Il court successivement au CC Moncontourais, au VC Loudéacien, au CO Briochin et à l'ASPTT Saint-Brieuc. Son palmarès compte environ 250 victoires, parmi lesquelles le Tour d'Armor et une étape de l'Essor breton en 1978, la Flèche de Locminé en 1981 et en 1985, ou encore une étape du Tour d'Ille-et-Vilaine en 1982. 
En 1978, il participe avec l'équipe de France au Tour de l'Avenir, qu'il termine à la 60e place.

## Palmarès
- 1972
  - Élan breton (contre-la-montre)
- 1975
  - 2e de la Flèche finistérienne
- 1978
  - Champion des Côtes-du-Nord
  - Tour d'Armor :
    - Classement général
    - 1re étape

  - 3e étape de l'Essor breton
- 1980
  - Grand Prix de Névez
  - 3e du Tour d'Ille-et-Vilaine
- 1981
  - Flèche de Locminé
  - 2e de Manche-Atlantique
- 1982
  - Une étape du Tour d'Ille-et-Vilaine
  - 2e du Grand Prix Gilbert-Bousquet
- 1985
  - Flèche de Locminé
  - 3e étape des Deux Jours cyclistes de Machecoul
  - 2e des Deux Jours cyclistes de Machecoul
- 1987
  - 3e des Deux Jours cyclistes de Machecoul